# Orthotrichum ulmicola
Orthotrichum ulmicola là một loài rêu trong họ Orthotrichaceae. Loài này được Lag., D. García & Clemente mô tả khoa học đầu tiên năm 1802.